# Алтенштат (Хесен)
Алтенштат (њем. Altenstadt) општина је у њемачкој савезној држави Хесен. Једно је од 25 општинских средишта округа Ветерау. Према процјени из 2010. у општини је живјело 11.861 становника. Посједује регионалну шифру (AGS) 6440001.

## Географија
Алтенштат се налази у савезној држави Хесен у округу Ветерау. Општина се налази на надморској висини од 120 метара. Површина општине износи 30,1 km².

## Становништво
У самом мјесту је, према процјени из 2010. године, живјело 11.861 становника. Просјечна густина становништва износи 394 становника/km².